# Reaching Fourth
| Recensione | Giudizio |
| ---------- | -------- |
| AllMusic   |          |

Reaching Fourth è il secondo album da leader del pianista jazz McCoy Tyner, pubblicato nel febbraio del 1963. Vede la partecipazione di Henry Grimes e Roy Haynes (l'album infatti è a nome McCoy Tyner Trio with Roy Haynes and Henry Grimes). I brani 1 e 4 sono composizioni dello stesso Tyner.

## Tracce

### LP
Lato A
1. Reaching Fourth – 4:14 (musica: McCoy Tyner)
2. Goodbye – 5:40 (musica: Gordon Jenkins)
3. Theme for Ernie – 5:55 (musica: Fred Lacey)

Lato B
1. Blues Back – 7:34 (musica: McCoy Tyner)
2. Old Devil Moon (From: "Finian's Rainbow") – 7:25 (testo: E. Y. Harburg – musica: Burton Lane)
3. Have You Met Miss Jones? (From: "I'd Rather Be Right") – 4:09 (testo: Lorenz Hart – musica: Richard Rodgers)

## Musicisti
- McCoy Tyner – pianoforte
- Henry Grimes – contrabbasso
- Roy Haynes – batteria

Note aggiuntive
- Bob Thiele – produttore
- Registrazioni effettuate il 14 novembre 1962 al Van Gelder Studio di Englewood Cliffs, New Jersey (Stati Uniti) [4]
- Rudy Van Gelder – ingegnere delle registrazioni
- "Flynn/Viceroy" – design copertina frontale album originale
- Joe Lebow – design interno copertina album originale
- Bob Ghiraldini – foto copertina frontale e interno copertina album originale
- Dan Morgenstern – note interno copertina album originale [5]